# داون مکسی
داون مکسی (به انگلیسی: Dawn Maxey) (زاده ۱۸ اوت ۱۹۶۶) بازیگر آمریکایی است.
از فیلم‌های معروف او می‌توان به بازی در فیلم کثرت اشاره کرد.